# 발스지첸하임

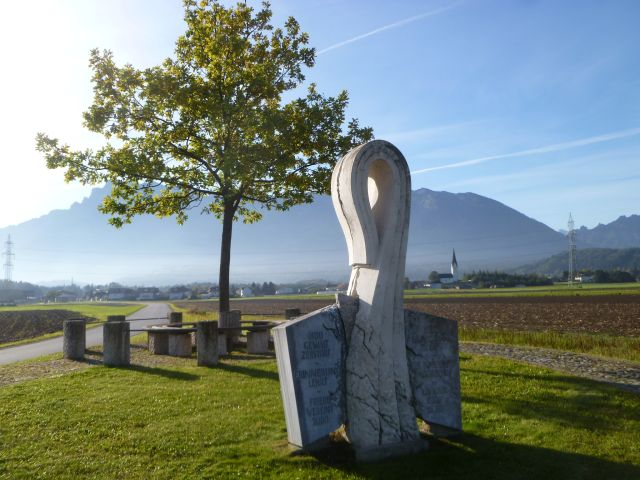
발스지첸하임에 위치한 발저펠트(Walserfeld) 기념비

발스지첸하임(독일어: Wals-Siezenheim)은 오스트리아 잘츠부르크주에 위치한 도시로 면적은 26.62km2, 높이는 446m, 인구는 13,243명(2016년 1월 1일 기준), 인구 밀도는 500명/km2이다.
동쪽에 위치한 잘츠부르크, 서쪽에 위치한 오스트리아-독일 국경 사이에 위치한다. 1948년에 발스(Wals)와 지첸하임(Siezenheim) 지방 자치체가 하나로 통합되면서 신설되었다. 도시 안에는 쇼핑몰, 공업 회사들의 지점이 설치되어 있다.

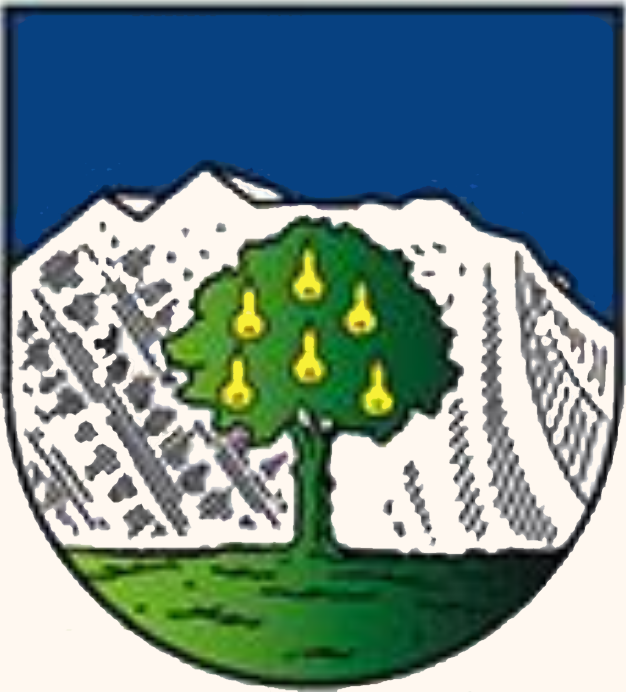
시 문장

## 같이 보기
- 레드불 아레나 (잘츠부르크)